# Jean Castel
Pour les articles homonymes, voir Jean Castel (Chez Castel) et Castel.
Jean Castel, né le 27 avril 1896 à Freychenet dans l'Ariège et mort le 2 mai 1988 à Nice dans les Alpes-Maritimes, est un homme politique et syndicaliste agricole français. En 1925, il devient membre du Comité central du Parti communiste français (PCF) et le demeure jusqu'en 1929.

## Biographie
En 1921, il est l'un des auteurs du projet de Thèses sur la question agraire, adopté par le congrès de Marseille du PC. Il devient, en 1923, secrétaire du journal La Voix paysanne. En octobre, la Fédération CGTU des travailleurs de l'agriculture le délègue à la première conférence internationale paysanne, réunie à Moscou. Il s'installe à Paris en 1922.
En 1924, le Bureau politique (BP) du PC le charge de la direction du travail paysan du PC, puis, en 1925, il devient secrétaire de la commission centrale agraire du PC. En octobre, la direction de celui-ci juge que cette commission fonctionne mal en raison des nombreuses tâches de Castel. Quelques mois plus tôt, des militants communistes ont fondé le Conseil paysan français, dont Castel est le secrétaire général. Depuis janvier, lors du congrès de Clichy du PC, il était devenu membre du Comité central du PC. 
Il est reconduit au Comité central, lors du congrès de Lille du PC, en 1926.
En 1928, il s'installe à Livry-Gargan, en Seine-et-Oise. Lors d'un Bureau politique (BP), Renaud Jean critique Castel pour son administration de La Voix paysanne. En septembre, celui-ci assure le secrétariat de la Confédération générale des paysans-travailleurs (CGPT).
En 1931, le conseil d'administration de la coopérative l'Union des paysans travailleurs porte plainte contre lui pour détournement de fonds. Il est condamné en 1932 par la 13e chambre correctionnelle, à six mois de prison, à la restitution de 12 164 francs et à 500 francs de dommages et intérêts. À partir d'août, selon la police, il est appointé, comme employé, par la Région parisienne du PC.

## Œuvres
- Le Prolétariat et les Paysans, Cahiers du Militant, n° 10, juillet 1925, 23 p.
- Collaboration à divers journaux dont : La Voix paysanne et le Bulletin communiste (1924).